# Dacus ortholomatus
Dacus ortholomatus är en tvåvingeart som beskrevs av Hardy 1982. Dacus ortholomatus ingår i släktet Dacus och familjen borrflugor. Inga underarter finns listade i Catalogue of Life.